# Resoomer
Resoomer es un resumidor de textos en línea y asistente de lectura. La plataforma se lanzó en 2016 por Rony Epaminondas.

## Utilidad
Resoomer proporciona una herramienta en línea que puede resumir cualquier texto independientemente de la longitud y naturaleza del documento (artículo de prensa, revista científica, ensayo, libro, etc.). También hay extensiones disponibles para los navegadores Google Chrome y Mozilla Firefox.
La plataforma también ha configurado un asistente de lectura que ofrece la lectura completa del resumen en voz alta. El usuario puede interactuar directamente con este asistente de lectura para hacer preguntas específicas, pedirle que escriba un texto con un ángulo determinado o comprender un punto específico en el documento.
La herramienta tiene otras características como traducción automática, reescritura, extracción de palabras clave, asistente de voz o descargas de resúmenes. La importación de documentos de cualquier longitud en la herramienta permite a sus usuarios procesar archivos grandes para una lectura rápida.
El sitio está traducido a 14 idiomas y la herramienta de resumen de texto puede manejar 66 idiomas.

## Funcionamiento
Al acceder a la herramienta en línea, el usuario importa o copia y pega sus documentos en el área de texto y luego hace clic en "Resumir". Obtienen un resumen automático de su documento y tienen varias funciones para reducir la información o extraer los pasajes clave.
El usuario también puede traducir y resumir automáticamente el texto a otro idioma, reescribirlo automáticamente parafraseándolo, o descargarlo como PDF o DOC.

## Historia
En 2013, al notar una sobreabundancia de información en ámbitos profesionales, redes sociales y medios de comunicación, Rony Epaminondas exploró la idea de una plataforma en línea para la resumen rápido de textos. Comenzó a trabajar en algoritmos basados en "lógica cognitiva". Luego imaginó el acceso a "resúmenes automáticos" como las traducciones automáticas generadas por traductores en línea como Google Translate. Por lo tanto, decidió poner sus algoritmos de procesamiento de texto en servicio a través de un "Resumidor de texto" llamado Resoomer.
En 2016, logró lanzar una versión inicial de la plataforma que solo generaba resúmenes automáticos en francés. La herramienta fue un éxito inmediato al lanzamiento. Rony Epaminondas decidió adaptarla a otros idiomas, notablemente inglés y español.
En 2017, Resoomer incorporó el resumen de "Análisis" para facilitar la lectura rápida de textos.
En 2018, Resoomer incorporó el resumen "Manual" que se enfoca en contraer el texto reduciéndolo por porcentaje mientras conserva la estructura del texto, para proporcionar acceso a información simplificada.
En 2019, Resoomer incorporó el resumen "Optimizado" que permite la extracción de datos de un texto.
En 2020, Resoomer comenzó a ofrecer una versión de pago con opciones de uso avanzadas.
En 2023, Resoomer actualizó su solución lanzando un asistente de lectura multilingüe con varias características como resúmenes legibles de todo tipo de documentos.
En promedio, Resoomer procesa 5 millones de textos resumidos por día en la plataforma.

## Accesibilidad académica
Resoomer se utiliza en investigación, educación y periodismo.

### Opciones
Al incluir resúmenes automáticos, manuales, optimizados y analíticos en su plataforma, ofrece a sus usuarios la posibilidad de elegir un modo de lectura adaptado a su necesidad de lectura, pero también a su documento.

### Costo
Resoomer es gratuito de forma predeterminada y no tiene límite de caracteres. No requiere la creación de una cuenta para su uso.

### Multi-idioma
La herramienta puede procesar textos en varios idiomas. Resoomer es útil para los estudiantes internacionales o aquellos que estudian idiomas extranjeros. El acceso al servicio de resumen automático no tiene barrera de idioma para estudiar textos.

## Alianzas
- GeekHebdo
- Journalism.co.uk
- BrainBuxa